# Castellania Coppi
Castellania Coppi (piemontesisch Castlanìa) ist eine Gemeinde in der italienischen Provinz Alessandria (AL), Region Piemont.

## Lage und Einwohner
Die Gemeinde Castellania Coppi liegt 35 Kilometer südöstlich von der Provinzhauptstadt Alessandria auf einer Höhe von 400 m über dem Meeresspiegel. Das Gemeindegebiet umfasst eine Fläche von 7,69 km² und hat 85 (Stand 31. Dezember 2023) Einwohner. Sie besteht aus den Ortsteilen (Fraktionen) Mossabella und Sant'Alosio.
Bis 2019 hieß sie Castellania. Am 25. März 2019 stimmte die Regionalverwaltung von Piemont dem Wunsch des Gemeinderates von Castelliani zu, sich künftig zu Ehren des Radrennfahrers Fausto Coppi, der 100 Jahre zuvor in der Gemeinde geboren wurde, Castellania Coppi zu nennen.
Die Nachbargemeinden sind Avolasca, Carezzano, Costa Vescovato, Garbagna, Sant’Agata Fossili und Sardigliano.

## Geschichte

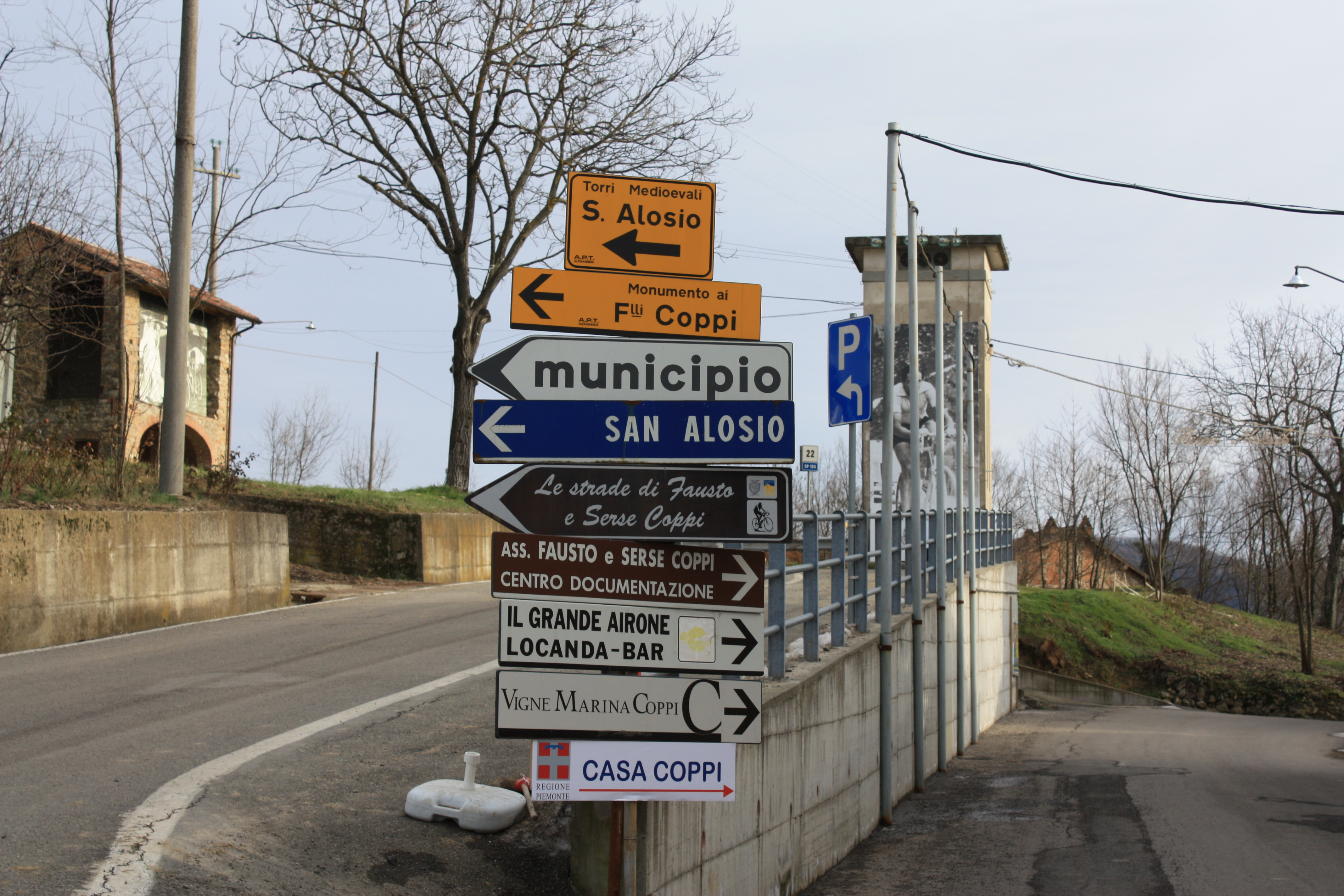
Castellania Coppi

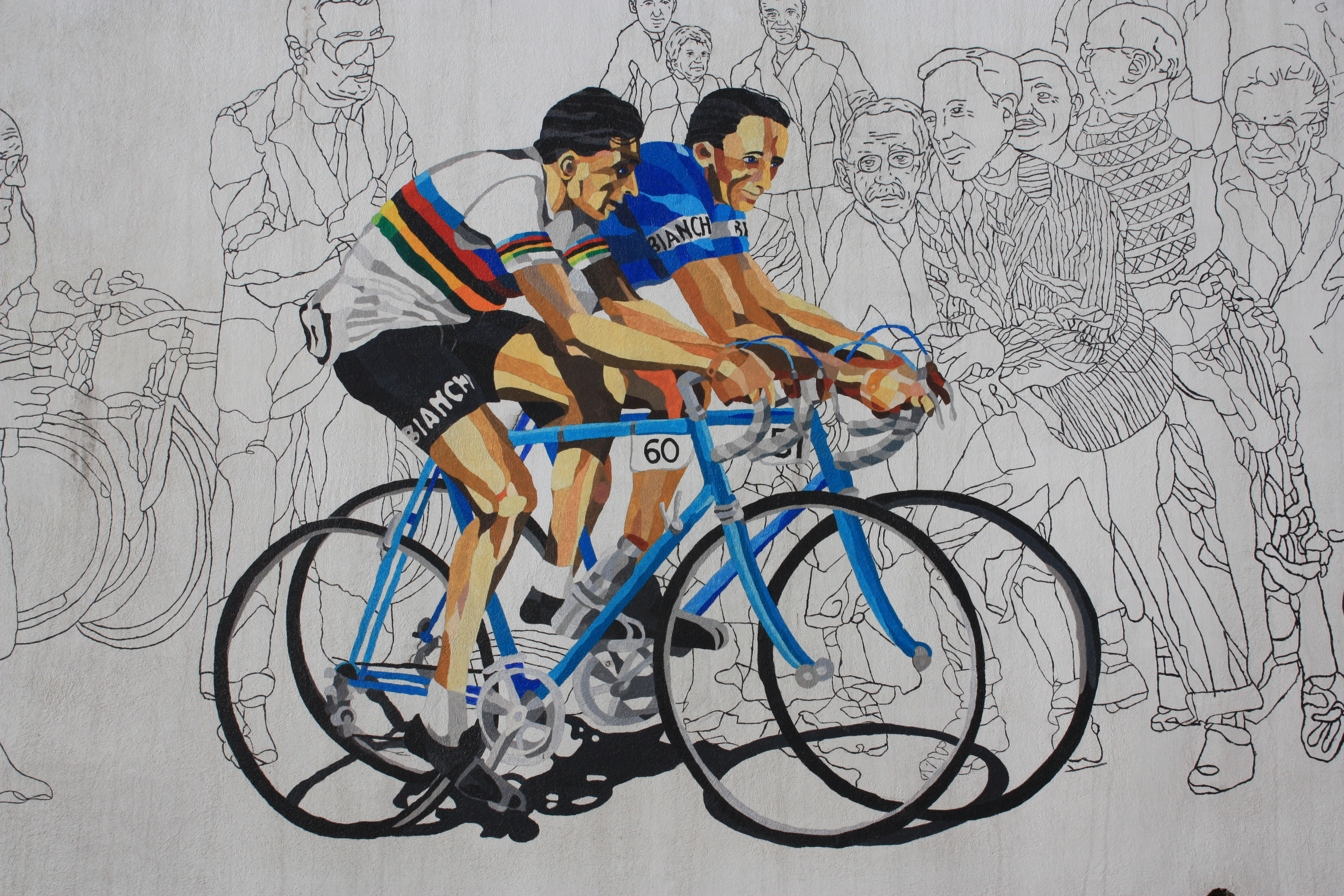
Wandgemälde zum Gedenken an die Gebrüder Coppi

Sein Name ist seit 1180 mit den Formen „Castellania“ und „Castelania“ bezeugt. Der Ortsname leitet sich, wie ersichtlich, vom Substantiv „castellano“ ab, das „Haus oder Eigentum des Kastellans“ bedeutet. Seine Ursprünge scheinen bis ins Mittelalter zurückzugehen. Bis zum 9. Jahrhundert gehörte es zur Gerichtsbarkeit des Episkopats der nahegelegenen Gemeinde Tortona. Später gelangte es in die Hände verschiedener lokaler Herren und wurde ab dem 14. Jahrhundert zum Lehen der Familie Rampini, die von den Viscontis abhängig war.
In der Neuzeit ereilte sie das gleiche Schicksal wie viele andere Gemeinden in der Gegend um Tortona. Während der faschistischen Zeit verlor es für einige Jahre seine administrative Unabhängigkeit und den Status einer freien Gemeinde und wurde Carezzano angegliedert. Erst 1947 erlangte es seine Autonomie zurück.
Das Dorf ist heute eine Art Wallfahrtsort für die Radsportfans geworden. Die hier geborenen und beerdigten Coppi Brüder sind immer noch sehr präsent im Dorf. Eine Fausto-Coppi-Gedenkstrecke führt auch über den Passo Coppi (369 m).

## Sehenswürdigkeiten
- Die beiden quadratischen Türme und ein Teil der Mauern der antiken mittelalterlichen Burg.
- Das Geburtshaus der Brüder Coppi ist seit 2000 ein Museum.

## Persönlichkeiten
- Fausto Coppi (1919–1960), Radrennfahrer, wurde in Castellania geboren
- Serse Coppi (1923–1951), Radrennfahrer, Bruder von Fausto Coppi, wurde in Castellania geboren